# Olympische Sommerspiele 1972/Schwimmen – 100 m Freistil (Frauen)
Der Schwimmwettkampf über 100 Meter Freistil der Frauen bei den Olympischen Spielen 1972 in München wurde vom 28. bis 29. August ausgetragen.

## Ergebnisse

### Vorläufe

#### Vorlauf 1
| Rang | Athletin                 | Nation      | Zeit (min) | Anm. |
| ---- | ------------------------ | ----------- | ---------- | ---- |
| 1    | Gabriele Wetzko          | DDR         | 1:00,40    | Q    |
| 2    | Tatjana Solotnizkaja     | Sowjetunion | 1:01,24    | Q    |
| 3    | Claude Mandonnaud        | Frankreich  | 1:01,34    | Q    |
| 4    | Guylaine Berger          | Frankreich  | 1:01,54    |      |
| 5    | Judit Turóczy            | Ungarn      | 1:01,57    |      |
| 6    | Sharon Booth             | Australien  | 1:02,07    |      |
| 7    | Kirsten Strange-Campbell | Dänemark    | 1:03,83    |      |
| 8    | Susana Saxlund           | Uruguay     | 1:04,91    |      |

#### Vorlauf 2
| Rang | Athletin        | Nation      | Zeit (min) | Anm. |
| ---- | --------------- | ----------- | ---------- | ---- |
| 1    | Enith Brigitha  | Niederlande | 1:00,02    | Q    |
| 2    | Anke Rijnders   | Niederlande | 1:00,76    | Q    |
| 3    | Judy Wright     | Kanada      | 1:01,97    |      |
| 4    | Chantal Schertz | Frankreich  | 1:02,82    |      |
| 5    | Edit Kovács     | Ungarn      | 1:03,00    |      |
| 6    | Lucy Burle      | Brasilien   | 1:03,12    |      |
| 7    | Marcia Arriaga  | Mexiko      | 1:03,66    |      |
| 8    | Ileana Morales  | Venezuela   | 1:04,13    |      |

#### Vorlauf 3
| Rang | Athletin              | Nation             | Zeit (min) | Anm.  |
| ---- | --------------------- | ------------------ | ---------- | ----- |
| 1    | Magdolna Patóh        | Ungarn             | 0:59,47    | Q, OR |
| 2    | Sandy Neilson         | Vereinigte Staaten | 0:59,51    | Q     |
| 3    | Hansje Bunschoten     | Niederlande        | 1:00,82    | Q     |
| 4    | Eva Andersson         | Schweden           | 1:01,88    |       |
| 5    | Susan Edmondson       | Großbritannien     | 1:02,29    |       |
| 6    | Françoise Monod       | Schweiz            | 1:02,43    |       |
| 7    | Vorlaufher Coombridge | Neuseeland         | 1:02,95    |       |
| 8    | Hsu Yue-yun           | Republik China     | 1:04,77    |       |

#### Vorlauf 4
| Rang | Athletin          | Nation             | Zeit (min) | Anm. |
| ---- | ----------------- | ------------------ | ---------- | ---- |
| 1    | Shirley Babashoff | Vereinigte Staaten | 0:59,51    | Q    |
| 2    | Wendy Cook        | Kanada             | 1:01,20    | Q    |
| 3    | Mary Beth Rondeau | Kanada             | 1:01,46    |      |
| 4    | Leanne Francis    | Australien         | 1:01,90    |      |
| 5    | Lesley Allardice  | Großbritannien     | 1:02,07    |      |
| 6    | Inger Andersson   | Schweden           | 1:03,40    |      |
| 7    | Diane Walker      | Großbritannien     | 1:04,44    |      |

#### Vorlauf 5
| Rang | Athletin             | Nation             | Zeit (min) | Anm. |
| ---- | -------------------- | ------------------ | ---------- | ---- |
| 1    | Jutta Weber          | BR Deutschland     | 0:59,72    | Q    |
| 2    | Jenny Kemp           | Vereinigte Staaten | 1:00,42    | Q    |
| 3    | Sylvia Eichner       | DDR                | 1:00,64    | Q    |
| 4    | Angela Steinbach     | BR Deutschland     | 1:01,66    |      |
| 5    | Nadeschda Matjuchina | Sowjetunion        | 1:02,14    |      |
| 6    | Margrit Thomet       | Schweiz            | 1:02,33    |      |
| 7    | Laura Podestà        | Italien            | 1:02,88    |      |

#### Vorlauf 6
| Rang | Athletin             | Nation         | Zeit (min) | Anm.  |
| ---- | -------------------- | -------------- | ---------- | ----- |
| 1    | Shane Gould          | Australien     | 0:59,44    | Q, OR |
| 2    | Andrea Eife          | DDR            | 0:59,73    | Q     |
| 3    | Heidemarie Reineck   | BR Deutschland | 1:00,39    | Q     |
| 4    | Grethe Mathiesen     | Norwegen       | 1:01,47    |       |
| 5    | Jelena Timoschenko   | Sowjetunion    | 1:01,68    |       |
| 6    | Shigeko Kawanishi    | Japan          | 1:02,13    |       |
| 7    | Chriska Pejtschewa   | Bulgarien      | 1:03,43    |       |
| 8    | Virginia Anchestegui | Mexiko         | 1:04,99    |       |

### Halbfinale

#### Halbfinale 1
| Rang | Athletin           | Nation             | Zeit (min) | Anm.  |
| ---- | ------------------ | ------------------ | ---------- | ----- |
| 1    | Shirley Babashoff  | Vereinigte Staaten | 0:59,05    | Q, OR |
| 2    | Magdolna Patóh     | Ungarn             | 0:59,64    | Q     |
| 3    | Heidemarie Reineck | BR Deutschland     | 0:59,66    | Q     |
| 4    | Andrea Eife        | DDR                | 0:59,71    | Q     |
| 5    | Jenny Kemp         | Vereinigte Staaten | 0:59,93    |       |
| 6    | Anke Rijnders      | Niederlande        | 1:00,84    |       |
| 7    | Wendy Cook         | Kanada             | 1:01,26    |       |
| 8    | Claude Mandonnaud  | Frankreich         | 1:01,88    |       |

#### Halbfinale 2
| Rang | Athletin             | Nation             | Zeit (min) | Anm. |
| ---- | -------------------- | ------------------ | ---------- | ---- |
| 1    | Shane Gould          | Australien         | 0:59,20    | Q    |
| 2    | Sandy Neilson        | Vereinigte Staaten | 0:59,41    | Q    |
| 3    | Gabriele Wetzko      | DDR                | 0:59,46    | Q    |
| 4    | Enith Brigitha       | Niederlande        | 0:59:75    | Q    |
| 5    | Jutta Weber          | BR Deutschland     | 0:59:90    |      |
| 6    | Sylvia Eichner       | DDR                | 1:00,73    |      |
| 7    | Hansje Bunschoten    | Niederlande        | 1:00,79    |      |
| 8    | Tatjana Solotnizkaja | Sowjetunion        | 1:01,12    |      |

### Finale
| Rang | Athletin           | Nation             | Zeit (min) | Anm. |
| ---- | ------------------ | ------------------ | ---------- | ---- |
| 1    | Sandy Neilson      | Vereinigte Staaten | 0:58,59    | OR   |
| 2    | Shirley Babashoff  | Vereinigte Staaten | 0:59,02    |      |
| 3    | Shane Gould        | Australien         | 0:59,06    |      |
| 4    | Gabriele Wetzko    | DDR                | 0:59,21    |      |
| 5    | Heidemarie Reineck | BR Deutschland     | 0:59,73    |      |
| 6    | Andrea Eife        | DDR                | 0:59,91    |      |
| 7    | Magdolna Patóh     | Ungarn             | 1:00,02    |      |
| 8    | Enith Brigitha     | Niederlande        | 1:00,09    |      |